# 七枝実
七枝 実（ななえだ みのる、1976年4月11日 - ）は、日本の俳優である。
宮崎県出身。有限会社ネオ・エージェンシー所属。劇団「ショーGEKI」のメンバーでもある。

## 出演

### テレビドラマ
- 月曜ドラマスペシャル 真夏の恐怖劇場「ファミリー」（1999年7月19日、TBSテレビ）
- 女と愛とミステリー 夏樹静子サスペンス「最後に愛をみたのは」（2001年4月1日、テレビ東京）
- クニミツの政 第11話（2003年9月9日、フジテレビ）
- サラリーマン金太郎4（2004年、TBSテレビ）
- 金曜ナイトドラマ「霊感バスガイド事件簿」 第1話（2004年4月16日、テレビ朝日） - ツアー客 役
- はみだし刑事情熱系最終章 第10話（2004年6月16日、テレビ朝日） - 坂井篤 役
- 金曜ナイトドラマ「ああ探偵事務所」 第1話（2004年7月2日、テレビ朝日） - 田村淳平 役
- 特捜戦隊デカレンジャー 第35話（2004年10月17日、テレビ朝日） - ヤム・トムクン 役
- 仮面ライダー響鬼 第4話（2005年3月13日、テレビ朝日）第7話 絞られ役
- ヤンキー母校に帰る〜旅立ちの時 不良少年の夢（2005年3月27日、TBSテレビ） - 三矢明 役
- 瑠璃の島 第1話（2005年4月16日、日本テレビ） - 直の客 役
- anego 第4話（2005年5月11日、日本テレビ） - 若い漁師 役
- 水曜プレミア 夜王（2005年5月11日、TBSテレビ）
- こちら本池上署第5シリーズ 第3話（2005年6月27日、TBSテレビ） - 赤倉武史 役
- 東京夢舞いマラソン（2005年10月23日、Bs-i） - 森山康介 役
- 愛の劇場 大好き!五つ子Go!! 第15話（2005年8月5日、TBSテレビ） - 若者 役
- 牙狼<GARO> 第6話（2005年11月11日、テレビ東京） - 村木 役
- 木曜ミステリー 女刑事みずき〜京都洛西署物語〜 第4話（2005年11月17日、テレビ朝日） - 土屋等 役
- アンフェア 第11話（2006年3月21日、フジテレビ） - パチンコ店店員 役
- 嫌われ松子の一生 第3・4話（2006年10月26日・11月2日、TBSテレビ） - チンピラ 役
- 土曜ワイド劇場「救命救急士・牧田さおり5」 （2007年2月3日、テレビ朝日） - 大倉信二 役
- 仮面ライダー電王 第9話（2007年3月25日、テレビ朝日） - 副部長 役
- 麗わしき鬼 （2007年4月-5月東海テレビ/フジテレビ） - 南崎忠雄 役
- 土曜ミッドナイトドラマ 腐女子デカ （2008年1月-2月、テレビ朝日） - ピタパン 役
- 月曜ゴールデン「西村京太郎サスペンス十津川警部シリーズ39　飛騨高山に消えた女」 （2008年1月7日、TBSテレビ） - 黒木 役
- あしたの、喜多善男〜世界一不運な男の、奇跡の11日間〜 第1話（2008年1月8日、フジテレビ） - マナー違反の乗客 役
- アタシんちの男子 第2話（2009年4月21日、フジテレビ） - ヤクザ 役
- BOSS 第3話（2009年4月30日、東海テレビ/フジテレビ） - 三上弘明 役
- 大河ドラマ 天地人 第21話（2009年5月24日、NHK) - 小姓 役
- 白い春 第8話（2009年6月2日、フジテレビ） - ヤクザ 役
- ハンチョウ〜神南署安積班〜 第15話（2009年7月20日、TBSテレビ）
- 世にも奇妙な物語 '09秋の特別編 「自殺者リサイクル法」（2009年10月5日、フジテレビ） - 隊員 役
- コーセーコスメポートドラマスペシャル 『探偵M』（2009年10月28日、日本テレビ）
- インディゴの夜（2010年3月、東海テレビ/フジテレビ） - 宮本 役
- サラリーマン金太郎 第2シリーズ 第9・10話（2010年3月5・12日、テレビ朝日）
- 怪物くん第2話（2010年4月24日、日本テレビ） - ヤンキー男 役
- シバトラ〜さらば、童顔刑事スペシャル〜（2010年5月22日、フジテレビ） - 機動隊員 役
- 絶対零度〜未解決事件特命捜査〜 Season1 第9話・第10話（2010年6月8・15日、フジテレビ） - 捜査員 役
- 悪党〜重犯罪捜査班 第1話（2011年1月21日、テレビ朝日） - 手塚慎治 役
- Dr.伊良部一郎 第3話（2011年2月13日、テレビ朝日） - イサオの子分 役
- 大河ドラマ 江〜姫たちの戦国〜 第14話 (2011年4月17日、NHK) - 信雄家臣役
- 11人もいる! 第1話（2011年10月21日、テレビ朝日） - 金融業者 役
- ストロベリーナイト 第8話 (2012年2月28日、フジテレビ) - 暴力団員若頭 役
- デカ 黒川鈴木 最終話（2012年4月29日、読売テレビ/日本テレビ） - ヨシオ 役
- 三毛猫ホームズの推理 第5・6話（2012年5月12日・19日、日本テレビ） - 安東和敏 役
- GTO 第1話 (2012年7月3日、フジテレビ) - チンピラ 役
- ボーイズ・オン・ザ・ラン 第8話・第9話 (2012年8月31日・9月7日、テレビ朝日) - 舎弟 役
- 積木くずし最終章 後編 (2012年11月24日、フジテレビ)
- 赤川次郎原作 毒〈ポイズン〉 第13話 (2012年12月27日、読売テレビ・日本テレビ) - 男 役
- 潜入探偵トカゲ （2013年、TBS)
- SMOKING GUN〜決定的証拠〜 第2話（2014年4月16日、フジテレビ） - 園田和夫 役
- 東京ガードセンター 第10話（2014年6月12日、Dlife） - 間嶋 役
- 吉原裏同心 第2話（2014年7月3日、NHK） - 弥七 役
- 保育探偵25時〜花咲慎一郎は眠れない!!〜 第5話（2015年2月13日、テレビ東京）
- 残念な夫。 第6話 (2015年2月18日、フジテレビ) - 鍋田 役
- 三匹のおっさん2〜正義の味方、ふたたび!!〜 第8話（2015年6月12日、テレビ東京）
- 怪盗 山猫 第6話・第7話 (2016年2月20・27日、日本テレビ) - 小塚 役
- 世界一難しい恋 最終話（2016年6月15日、日本テレビ） - 和田英彦 役
- 受験のシンデレラ 第1話（2016年7月10日、NHK BSプレミアム）
- グ・ラ・メ！〜総理の料理番〜 第7話（2016年9月2日、テレビ朝日）
- 嘘の戦争 第3話（2017年1月24日、関西テレビ・フジテレビ） - 週刊誌記者 役
- 立花登青春手控え2 第2話「幻の女」（2017年4月14日、NHK BSプレミアム） - 弥太 役
- アキラとあきら 第1話・第2話 (2017年7月9日・16日、WOWOW) - 取り立て屋 役
- もみ消して冬〜わが家の問題なかったことに〜 第7話（2018年2月24日、日本テレビ） - 尾関の先輩 役
- ゼロ 一獲千金ゲーム 第10話（2018年9月16日、日本テレビ） - 現場の上司 役
- 真犯人 第1話 - 第3話 (2018年9月23日 - 10月7日、WOWOW) - 刑事 役
- 直撃!シンソウ坂上 独占スクープ! サリン事件極秘資料 ―オウム“天才”信者VS伝説の刑事― (2018年10月4日、フジテレビ) - 捜査員 役
- THE突破ファイル ギリギリ大突破2時間 -「突破交番」（2019年、日本テレビ）
- 水戸黄門 第2シリーズ 第4話（2019年6月16日、BS-TBS） - 熊 役
- 左ききのエレン 第6話（2019年11月25 / 27日、毎日放送 / TBS） - 目黒広告社のスタッフ 役
- 捜査会議はリビングで おかわり! 第3話（2020年2月16日、NHK BSプレミアム） - 小林 役
- ハケンの品格 第6話（2020年7月22日、日本テレビ） - 大工姿のいかつい男 役
- Re:名も無き世界のエンドロール 〜Half a year later〜（2021年1月29日配信開始、dTV） - 五十嵐 役
- ウチの娘は、彼氏が出来ない!! 第9話（2021年3月10日、日本テレビ） - おっちゃん 役
- 恋せぬふたり 第5話（2022年2月21日、NHK総合） - 美容院店長 役
- 純愛ディソナンス 第1話（2022年7月14日、フジテレビ） - 葉山 役
- 月曜プレミア8「さすらい署長 風間昭平16」（2023年4月24日、テレビ東京） - 榎田 役

### 映画
- ISOLA 多重人格少女（2000年）
- NIN×NIN 忍者ハットリくん THE MOVIE（2004年） - 劇中ロケスタント
- 魁!! クロマティ高校THE★MOVIE（2005年）
- インディアン・サマー（2005年） - 馬場 役
- ファンタスティポ（2005年） - アルマジロ社社員 役
- スクラップ・ヘブン（2005年）
- うた魂♪（2008年） - 森田光男 役
- 映画 怪物くん（2011年）
- アウトレイジ ビヨンド（2012年）
- NMB48 げいにん!THE MOVIE お笑い青春ガールズ!（2013年）
- 謝罪の王様（2013年）
- 渇き。（2014年）
- 未成年だけどコドモじゃない（2017年） - 海老名家執事 役
- マチネの終わりに（2019年） - バーテンダー 役

### オリジナルビデオ
- ヴィジュアル・バンディッツ 第1話「時の墓標」（2000年、バップ） - 小隊長 役
- iRume－射る眼－（2006年） - 真一 役

### CF
- ロッテ 「がんばれ！ニッポン！-応援篇」
- サミー 蒼天の拳
- トヨタ自動車 -明日へのハーモニー
- エクスボーテ
- ディー・エヌ・エー Mobage大戦乱!!三国志バトル
- NISSAN NV350キャラバン-本物のプロ(自動ブレーキ)篇
- YAMAHAインド　MT-15 The Dark Warrior

### 舞台
- 中村玉緒 公演｢まかしときなははれ｣(中日劇場 他)
- 坂本冬美 公演｢夜桜お七｣(明治座)
- DOKONI
- 八犬伝
- ｢東京工業大学 工大祭2005｣
- 下北沢演劇祭り参加作品｢ゴ→カク～密室のオーディション～｣(下北沢｢劇｣小劇場)
- ｢僕たちのクラブ活動＠club asia男･汗･善･席(マンカンゼンセキ)｣(渋谷club asia)
- ショーGEKIパワーアップスペシャル｢壁を叩け、歌を叫べ｣(新宿･シアターモリエール)
- ショーGEKI｢ダンパチ｣シリーズ(下北沢｢劇｣小劇場ほか)
  - ｢ダンパチロック｣
  - ｢ダンパチ改 新生｣
  - ｢ギャンブリング俺最愛･最強の女/ダンパチベストヒット｣
  - ｢ダンパチ･立教大学学園祭スペシャルライヴ｣
- 「ショーGEKI大魔王」シリーズ 
  - 「ウィングス」
  - 「幕末剣舞烈風伝新撰組」
  - 「幕末革命児伝維新伝」
  - ｢ドラゴン｣　
  - ｢チャンピオン/チャンピオン２｣
  - ｢マスカラッド｣
  - ｢マリオネット｣
  - ｢サンゴクシ｣
  - ｢空飛ぶ教室｣
  - ｢大逃亡～義経と弁慶～｣
- ショーGEKIワールド　
  - ｢ドコニ･私の元気｣
  - ｢ザンダルド～That is the wonderful world～｣
- ショーGEKIメンズ
  - ｢ガンバレ｣
- 下北ショーGEKI
  - ｢マドモアゼルはプリンス ムッシュはプリンセス～桜木邸連続殺人事件～｣
  - ｢脱出病棟」
  - ｢踊る会議室｣
  - ｢ベッドトークバトル｣｢ベットトークバトルS｣
- ミュージカル｢REVIVER ﾘﾊﾞｲﾊﾞｰ～15老人漂流記～｣
- Theatre劇団子公演
  - 第5回公演｢ほんの2ミリに泣いた夜｣（1998年5月/北沢タウンホール）
  - 第6回公演｢家にテレビが来た日｣（1998年12月/武蔵野芸術劇場/主演）
- スーパー･ゲッコー 公演｢血の婚礼｣
- ザ･チョンマゲ群団 公演｢絡繰遊戯｣
- 信長の野望・大志-春の陣-天下布武～金泥の首編～（2018年5月17日 - 27日/CBGKシブゲキ!!/森可成役）
- 6人の放送作家と1人の千原 ジュニア（2016年3月/恵比寿ガーデンホール）
- 淡海乃海-天下静謐の雫となりて-（2024年5月29日 - 6月2日/草月ホール/三好長逸役）[1]